# Willy Skjold Burne
Willy Skjold Burne (født 8. april 1900 i København, død 15. november 1973) var en dansk vinhandler og grundlægger, der i 1928 grundlagde vinhandlerkæden Skjold Burne.
Burne var handelsuddannet i vinbranchen og blev i 1928 selvstændig med en forretning i Stormgade i København. Sideløbende med driften af forretningen dannedes i 1950'erne engros-virksomheden A/S Skjold Burne, der leverede til andre vinhandlere og købmandsforretninger. I 1953 lancerede han den spanske rødvin Monopol Rouge, "Den med Tyren", der blev en stor succes. 
Skjold Burne-butikkerne er i dag en del af Taster Wine-koncernen og tæller over 80 butikker over hele landet.
Han grundlagde sammen med hustruen den almennyttige Inge & Skjold Burnes Fond.
Han er begravet på Ordrup Kirkegård.